# Burmagomphus williamsoni
Burmagomphus williamsoni – gatunek ważki z rodziny gadziogłówkowatych (Gomphidae).